# The Lodge (serial)
The Lodge este un serial de televiziune britanic cu tematică muzicală și mister, care a avut premiera pe Disney Channel în Regatul Unit pe 23 septembrie 2016 și pe Disney Channel în Statele Unite pe 17 octombrie 2016. Serialul este bazat pe serialul israelian North Star și îi are în distribuție pe Sophie Simnett, Luke Newton, Thomas Doherty, Bethan Wright, Jayden Revri, Jade Alleyne, Joshua Sinclair-Evans și Mia Jenkins.